# Jean-Pascal Hattu
Jean-Pascal Hattu , né le 16 novembre 1962 à Paris, est un réalisateur, documentariste et scénariste français

## Biographie
D'abord destiné au journalisme, Jean-Pascal Hattu travaille en 1983 pour le Matin de Paris, puis Télérama comme pigiste. En 1986 il fait des reportages pour la chaîne M6 puis entre à Canal Plus en 1988 où il présente la météo tout en gardant un pied dans le reportage d'information. Il reste cinq ans sur la chaîne cryptée, Passionné de cinéma il rencontre André Téchiné qui lui propose en 1992 un poste de stagiaire à la mise en scène sur Les Roseaux sauvages, puis de 2ème assistant sur Les Voleurs (1994). Il quitte alors le journalisme pour se consacrer à la réalisation. Il tourne son premier court-métrage Coma en 1995, puis Au dessus de la mer en 1998 et enchaîne avec Cadeaux qu'il réalise en 1999 . 
Alors qu'il s'attèle à l'écriture d'un premier long-métrage , il rencontre les créateurs de l'émission "Strip-tease", Jean Libon et Marco Lamensh qui lui proposent de rejoindre l'équipe. Il réalise plus d'une dizaine de films pour l'émission entre 2000 et 2005 dont Les gens d'en face et La chasse aux pigeons. Il signera deux « 52 min » pour l'émission Squat et Welcome in Britany.
En 2006 il tourne à Clermont-Ferrand et Guéret son premier long métrage 7 ans avec Valérie Donzelli, Bruno Todeschini et Cyril Troley. Le film raconte l'histoire d'amour difficile entre une femme et son mari incarcéré. Le film, sorti le 21 février 2007, est sélectionné dans de nombreux festivals dont la Mostra de Venise.
En 2008, il signe un documentaire pour France 5 Parents comme-ci, enfants comme ça, un des premiers films abordant de front la question de l'homoparentalité. 
En 2010 il commence l'écriture d'un livre consacré à son père Guy Hattu, petit-neveu de Georges Bernanos. Son père débarqua le 6 juin 1944 au sein du 4-commando Kieffer. Un matin à Ouistreham est édité aux éditions Tallandier en 2014, année des 70 ans du débarquement en Normandie.
Féru d'Histoire, Jean-Pascal Hattu se consacre de 2013 à 2014 à la réalisation de quatre films documentaires sur l'histoire des usines du groupe Safran.
En 2015, il participe au lancement d'une nouvelle émission documentaire sur France 3 Vive la politique !, produite par Emilie Raffoul, avec une écriture Strip-tease, sans commentaire et sans interview. Entre 2015 et 2018, il y signe cinq films dont Le maire et ses migrants.
En 2018 il co-réalise avec son cousin Yves Bernanos un documentaire sur son aïeul Georges Bernanos : histoire d'un homme libre pour France 3 Hauts de France.

## Filmographie

### Long métrage
- 2007 : 7 ans

### Courts métrages
- 1995 : Coma
- 1999 : Cadeaux
- 1999 : Au-dessus de la mer

### Documentaires
- 2019 Georges Bernanos: histoire d'un homme libre (52 min) France 3 Hauts de France
- 2017 Le maire et les chinois 52 min (France 3)
- 2017 Haut les cultes (France 3)
- 2016 Odeurs sur la ville (France 3)
- 2016 Front de mer (France 3)
- 2016 Le maire et ses migrants (France 3)
- 2015 Hispano suiza Polska Une histoire industrielle et humaine (SAFRAN)
- 2015 Turbomeca Une histoire industrielle et humaine (SAFRAN)
- 2014 Sagem Une histoire industrielle et humaine (SAFRAN)
- 2013 Snecma Une histoire industrielle et humaine (SAFRAN)
- 2008 Parents comme si, enfants comme ça (52 min) France 5
- 2005 Squat (Strip-tease)
- 2005: Maman, mes ouvriers et moi (Strip-tease)
- 2005: Welcome en Bretagne (Strip-tease)
- 2004: Le maître du logis (Strip-tease)
- 2003: Gardez le sourire (Strip-tease)
- 2002: Acteur ou tracteur (Strip-tease)
- 2002: Ah la vie, ah la mort ! (Strip-tease)
- 2001: Une anglaise et le continent (Strip-tease)
- 2000: La chasse aux pigeons (Strip-tease)
- 2000: Les gens d'en face  (Strip-tease)

### Publicité
- 2012 Spot publicitaire pour Association Solidarité Logement (abbé Pierre)

## Distinctions
- Chevalier de l'ordre des Arts et des Lettres.